# Etnoturismo
Etnoturismo é o tipo de turismo em que os viajantes conhecem de perto a vida, os costumes e a cultura de um determinado povo, especialmente povos indígenas.
Este tipo de turismo é uma fonte de renda para as aldeias, que conseguem se sustentar financeiramente através deste tipo de negócio.
Etnoturismo é uma denominação para o segmento do turismo que trata a etnicidade como um produto turístico. Esse conceito apresenta ainda diversas vulnerabilidades epistemológicas pois se caracteriza por ser uma atividade estritamente relacionada a alternativa para geração de renda. Estudos apontam a partir de uso de ferramentas que mensuram o ciclo de vida de localidades turísticas, apresentam aceleração de saturação social e degradação de recursos naturais.